# Wembley (Alberta)
Wembley est une ville du Comté de Grande Prairie No 1, située dans la province canadienne d'Alberta.

## Démographie
En tant que localité désignée dans le recensement de 2011, Wembley a une population de 1 383 habitants dans 514 de ses 542 logements, soit une variation de -4.2% avec la population de 2006. Avec une superficie de 4,537 3 km2, la ville possède une densité de population de 304,806 8 hab/km2 en 2011.
Concernant le recensement de 2006, Wembley abritait 1 443 habitants dans 489 de ses 504 logements. Avec une superficie de 3,626 8 km2, la ville possédait une densité de population de 397,9 hab/km2 en 2006.
| 2001  | 2006  | 2011  | 2016  |
| ----- | ----- | ----- | ----- |
| 1 497 | 1 443 | 1 383 | 1 516 |

## Infrastructures
Il n'y avait pas de médecin en ville entre les années 1980 et 2021, date à laquelle une clinique fut ouverte avec deux médecins. Cependant, en 2025, avec le départ d'un des médecins et une restriction du permis de pratique du Collège des médecins et chirurgiens pour l'autre, la clinique pourrait fermer ses portes en mai 2025. 